# Centre d'initiation à la nature et à l'environnement de Bussierre
L'ancienne ferme Bussierre héberge depuis 2010 le Centre d’initiation à la nature et à l’environnement de Bussierre, dont la zone d'influence s'étend à toute l'Eurométropole de Strasbourg. Il est également connu sous l'acronyme de CINE de Bussierre.

## Historique

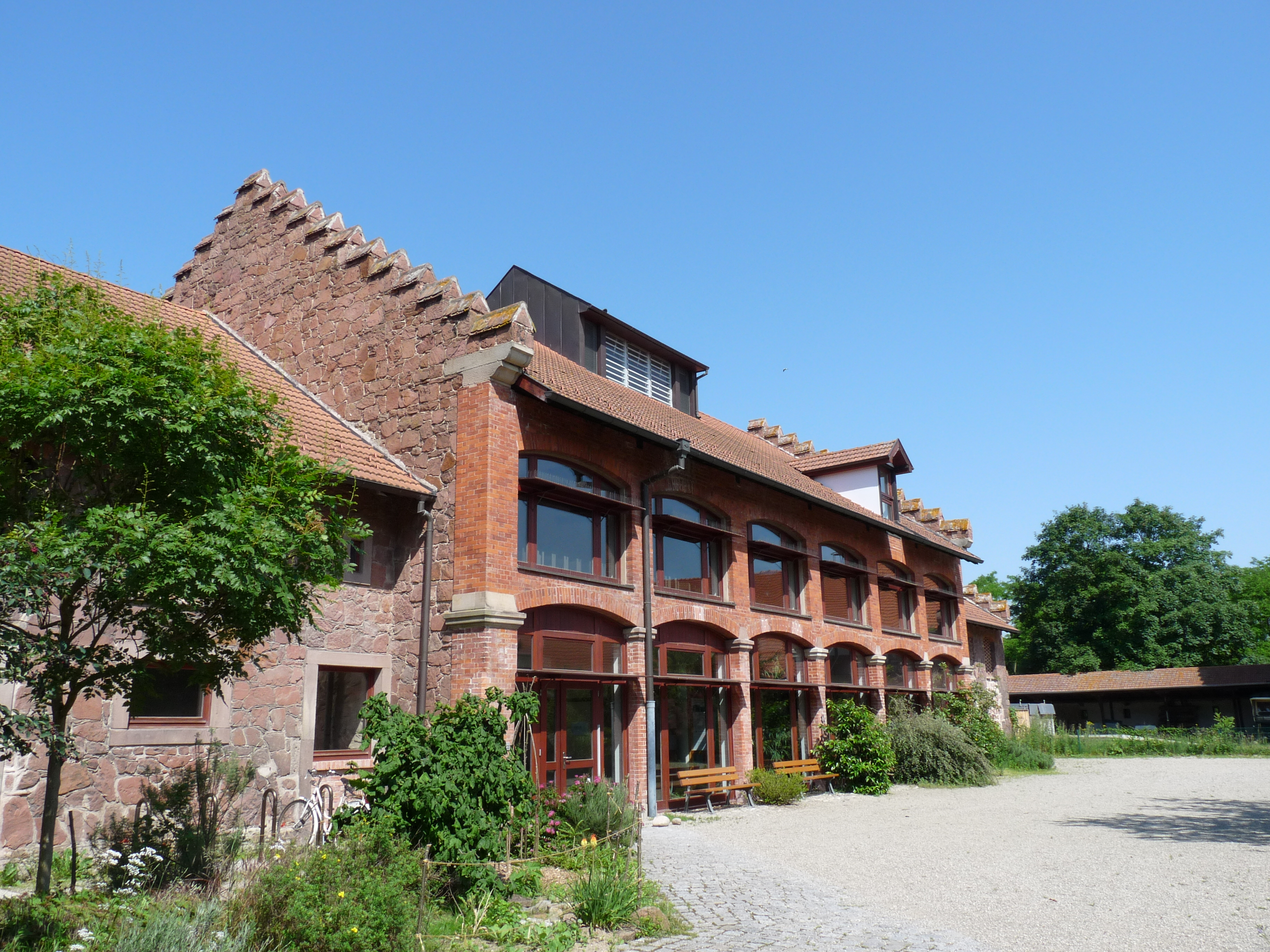
Le CINE de Bussierre, dans l'ancienne ferme.

L'ancienne ferme Bussierre abrite depuis 2010 le Centre d’initiation à la nature et à l’environnement de la métropole de Strasbourg. Le bâtiment est aménagé en 2001 dans l'ancienne grange, et est ouvert en 2003. Le CINE de Bussierre est géré par l'association Strasbourg Initiation Nature Environnement (SINE).
Première salariée du CINE de Bussierre, Élisabeth Kulus assure la direction de la structure strasbourgeoise pendant douze ans. Elle quitte le CINE le 1e septembre 2018. Trésorier du CINE de Bussierre et d'Alsace Nature, Bruno Ulrich participe au pilotage national des activités d'éducation et de formation de France Nature Environnement.

## Objectif
Le CINE de Bussierre se propose d’organiser, coordonner et promouvoir des actions d' éducation à la nature et l'environnement de tout public sur le territoire de la métropole de Strasbourg. Il s'agit de découvrir la biodiversité de proximité (en milieu urbain et périurbain), de prendre conscience des richesses et des  fragilités du patrimoine naturel. Il s'agit aussi de débattre des questions environnementales, et d'amener à un changement des comportements sur ces sujets. Pour ce faire, le CINE s'appuie sur l'expertise d'un vaste réseau associatif.
Chaque année, un programme d'activités est disponible. Parmi les temps forts, il convient de mentionner les journées nature et patrimoine en septembre, sans oublier la semaine européenne de réduction des déchets ainsi que la semaine pour les alternatives aux pesticides.  
Le CINE expose aussi des œuvres artistiques qui sont en lien avec la nature, dans le but d'attirer un plus vaste public. Il organise tous les deux ans un salon "De la nature du livre", qui réunit les auteurs régionaux et se propose d’être un lieu de rencontre avec des photographes, illustrateurs, écrivains ou poètes; à travers leurs ouvrages. Ils contribuent à nous sensibiliser à la richesse et à la fragilité des milieux naturels ainsi qu’aux questions environnementales. Le but est de faire un tour d’horizon des livres parus récemment et qui abordent le thème de la "nature et l'environnement", soit de manière classique, soit dans un registre plus décalé : poétique, philosophique, humoristique, sociétal…

## Évolution
Le CINE de Bussierre a longtemps organisé le festival des abeilles et de la biodiversité en mai et la Nuit des étoiles en été. C'est ainsi que l'édition 2018 de la Nuit des étoiles a attiré 1 800 personnes. Maintenant, c'est l'Observatoire astronomique de Strasbourg qui gère cet événement.
Aux côtés du Parc alternatif des loups et des ours de la Forêt-Noire, le projet associatif fédéré par le CINE de Bussierre aboutit à la création de l'Arche de l'Orangerie, où la « captivité ne sera plus un spectacle », concrétisation de la volonté de la mairie de Strasbourg de transformer l'ancien zoo de l'Orangerie dans le parc éponyme,.

## Organisation
L'association SINE comprend trois collèges:
- membres de droit (région Grand Est, collectivité européenne d'Alsace, Eurométropole de Strasbourg (EMS), Association Régionale pour l'Initiation à l'Environnement et à la Nature en Alsace (ARIENA), ainsi qu'Alsace Nature)
- le réseau associatif[C 1] (pilotage du Réseau d'éducation à la nature et à l'environnement de l'EMS)
- des membres individuels

L'agence de l'eau Rhin-Meuse aide l'association au titre de la biodiversité des milieux aquatiques, et de la biodiversité terrestre, plus généralement. L'association propose des tutoriels pour améliorer la qualité de l'eau (voir aussi Station d'épuration de Strasbourg : Micropolluants).